# Campionatul European de Cros din 2017
A 24-a ediție a Campionatului European de Cros s-a desfășurat pe 10 decembrie 2017 la Šamorín, Slovacia. Au participat 559 de sportivi din 37 de țări. Pentru prima dată a fost introdusă cursa de ștafetă mixtă în programul oficial.

## Rezultate

### Masculin
| Loc   | Sportiv             | Timp  |
| ----- | ------------------- | ----- |
| 1     | Kaan Kigen Özbilen  | 29:45 |
| 2     | Adel Mechaal        | 29:54 |
| 3     | Andrew Butchart     | 30:00 |
| 4     | Hassan Chahdi       | 30:01 |
| 5     | Soufiane Bouchikhi  | 30:04 |
| 6     | Ben Connor          | 30:08 |
| 7     | Aras Kaya           | 30:14 |
| 8     | Daniel Mateo        | 30:16 |
| 9     | Polat Kemboi Arıkan | 30:17 |
| 10    | Ayad Lamdassem      | 30:18 |
| [...] |                     |       |
| 46    | Nicolae Soare       | 31:31 |

| Loc | Țară | Puncte                     |
| --- | --- | -------------------------- |
|     | Turcia Kaan Kigen Özbilen Aras Kaya Polat Kemboi Arıkan Ali Kaya Alper Demir                                        | 17 1 7 9 (21) (55)         |
|     | Spania Adel Mechaal Daniel Mateo Ayad Lamdassem Javier Guerra Juan Antonio Pérez Jesús España                       | 20 2 8 10 (14) (36) (41)   |
|     | Regatul Unit Andrew Butchart Ben Connor Tom Lancashire Alexander Teuten Sam Stabler Dewi Griffiths                  | 35 3 6 26 (38) (45) (NT)   |
| 4   | Franța Hassan Chahdi Djilali Bedrani Benjamin Choquert Michaël Gras Benjamin Malaty Freddy Guimard                  | 56 4 18 34 (37) (47) (56)  |
| 5   | Irlanda Seán Tobin Hugh Armstrong Kevin Maunsell Paul Pollock Kevin Dooney John Travers                             | 58 15 19 24 (47) (51) (72) |
| 6   | Danemarca · Abdi Hakin Ulad · Ole Hesselbjerg · Peter Glans · Thijs Nijhuis · Jesper Faurschou · Mikkel Dahl-Jessen | 80 25 27 28 (33) (63) (74) |

### Feminin

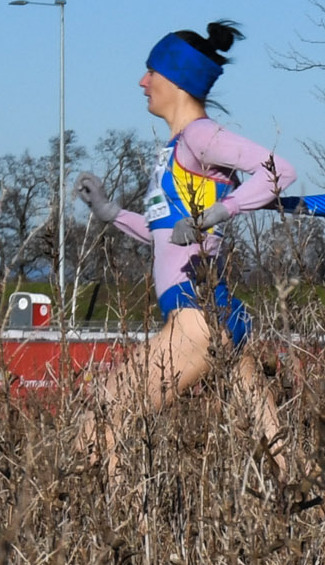
Roxana Bârcă

| Loc   | Sportivă                  | Timp  |
| ----- | ------------------------- | ----- |
| 1     | Yasemin Can               | 26:48 |
| 2     | Meraf Bahta               | 27:03 |
| 3     | Karoline Bjerkeli Grøvdal | 27:04 |
| 4     | Roxana Bârcă              | 27:21 |
| 5     | Elena Burkard             | 27:21 |
| 6     | Charlotte Taylor          | 27:23 |
| 7     | Fabienne Schlumpf         | 27:24 |
| 8     | Emelia Gorecka            | 27:34 |
| 9     | Gemma Steel               | 27:41 |
| 10    | Steph Twell               | 27:43 |
| [...] |                           |       |
| 11    | Ancuța Bobocel            | 27:46 |
| 16    | Cristina Simion           | 27:58 |
| 45    | Andreea Pîșcu             | 28:46 |
| 57    | Lilia Fisikovici          | 29:06 |
| 68    | Claudia Prisecaru         | 29:54 |
| 70    | Paula Todoran             | 30:15 |

| Loc | Țară | Puncte                     |
| --- | --- | -------------------------- |
|     | Regatul Unit Charlotte Taylor Emelia Gorecka Gemma Steel Steph Twell Lily Partridge Eleanor Baker             | 23 6 8 9 (10) (15) (48)    |
|     | România · Roxana Bârcă · Ancuța Bobocel · Cristina Simion · Andreea Pîșcu · Claudia Prisecaru · Paula Todoran | 31 4 11 16 (45) (68) (70)  |
|     | Turcia Yasemin Can Özlem Kaya Esma Aydemir Meryem Akdağ Sevilay Eytemiş                                       | 54 1 26 27 (33) (NT)       |
| 4   | Portugalia Sara Catarina Ribeiro Marta Pen Inês Monteiro Ana Mafalda Ferreira Susana Godinho                  | 60 18 20 22 (51) (66)      |
| 5   | Spania Trihas Gebre Nuria Lugueros Ana Lozano Marta Pérez Maitane Melero María José Pérez                     | 60 13 17 30 (32) (53) (54) |
| 6   | Germania Elena Burkard Fabienne Amrhein Maya Rehberg Jana Sussmann Caterina Granz                             | 70 5 28 37 (52) (55)       |

### Ștafetă mixtă
| Loc | Țară                                                                           | Timp  |
| --- | ------------------------------------------------------------------------------ | ----- |
|     | Regatul Unit Melissa Courtney, Cameron Boyek, Sarah McDonald, Tom Marshall     | 18:24 |
|     | Cehia Simona Vrzalová, Filip Sasínek, Kristiina Mäki, Jakub Holuša             | 18:25 |
|     | Spania Solange Pereira, Víctor Ruiz, Esther Guerrero, Jesús Gómez              | 18:26 |
| 4   | Suedia Linn Nilsson, Emil Blomberg, Hanna Hermansson, Daniel Lundgren          | 19:02 |
| 5   | Franța Élodie Normand, Martin Casse, Maëva Danois, Samir Dahmani               | 19:04 |
| 6   | Italia Elena Bellò, Mohad Abdikadar Sheik Ali, Chiara Casolari, Lorenzo Pilati | 19:10 |

### Tineret masculin
| Loc   | Sportiv                   | Timp  |
| ----- | ------------------------- | ----- |
| 1     | Jimmy Gressier            | 24:35 |
| 2     | Hugo Hay                  | 24:37 |
| 3     | Yemaneberhan Crippa       | 24:42 |
| 4     | Emmanuel Roudolff Lévisse | 24:43 |
| 5     | Carlos Mayo               | 24:46 |
| 6     | Simon Debognies           | 24:47 |
| 7     | Alexis Miellet            | 24:47 |
| 8     | Topi Raitanen             | 24:47 |
| 9     | Robin Hendrix             | 24:48 |
| 10    | Süleyman Bekmezci         | 24:49 |
| [...] |                           |       |
| 62    | Nicolae Coman             | 26:00 |

| Loc | Țară | Puncte                     |
| --- | --- | -------------------------- |
|     | Franța Jimmy Gressier Hugo Hay Emmanuel Roudolff-Lévisse Alexis Miellet Mohamed-Amine El Bouajaji Fabien Palcau  | 7 1 2 4 (7) (15) (24)      |
|     | Belgia · Simon Debognies · Robin Hendrix · Michael Somers · Dorian Boulvin                                       | 26 6 9 11 (14)             |
|     | Regatul Unit Mahamed Mahamed Chris Olley Patrick Dever Joe Steward Jack Rowe Daniel Jarvis                       | 41 12 13 16 (25) (31) (42) |
| 4   | Spania Carlos Mayo Sergio Paniagua Yago Rojo Gonzalo García David Bascuñana Mohamed Zarhouni                     | 45 5 17 23 (26) (28) (83)  |
| 5   | Italia Yemaneberhan Crippa Simone Colombini Yohanes Chiappinelli Nadir Cavagna Alessandro Giacobazzi Pietro Riva | 49 3 19 27 (33) (39) (40)  |
| 6   | Turcia Süleyman Bekmezci Saffet Elkatmış Ersin Tekal Ferhat Bozkurt Onur Aras                                    | 76 10 44 (53) (75)         |

### Tineret feminin
| Loc | Sportivă                | Timp  |
| --- | ----------------------- | ----- |
| 1   | Alina Reh               | 20:22 |
| 2   | Konstanze Klosterhalfen | 20:25 |
| 3   | Jessica Judd            | 20:45 |
| 4   | Amy-Eloise Neale        | 20:59 |
| 5   | Amy Griffiths           | 21:02 |
| 6   | Isabelle Brauer         | 21:09 |
| 7   | Anna Emilie Møller      | 21:14 |
| 8   | Weronika Pyzik          | 21:18 |
| 9   | Mhairi Maclennan        | 21:26 |
| 10  | Phoebe Law              | 21:26 |

| Loc | Țară                                                                                                 | Puncte                     |
| --- | --- | -------------------------- |
|     | Regatul Unit Jessica Judd Amy-Eloise Neale Amy Griffiths Mhairi Maclennan Phoebe Law Philippa Bowden | 12 3 4 5 (9) (10) (13)     |
|     | Germania Alina Reh Konstanze Klosterhalfen Anna Gehring Vera Coutellier Svenja Pingpank              | 15 1 2 12 (20) (46)        |
|     | Turcia Emine Tuna Büsra Koku Yayla Kiliç Tubay Erdal Fatma Demir                                     | 46 11 16 19 (31) (51)      |
| 4   | Suedia Isabelle Brauer Sara Christiansson Isabella Andersson Linn Söderholm                          | 52 6 21 25 (43)            |
| 5   | Spania Celia Antón Carmela Cardama Paula González Claudia Estevez Lucía Alvarez Idaira Prieto        | 59 17 18 24 (41) (52) (55) |
| 6   | Ucraina Valeria Zinenko Natalia Strebkova Marina Nemcenko Natalia Semenovici Ievhenia Prokofieva     | 66 14 23 29 (37) (50)      |

### Juniori
| Loc   | Sportiv              | Timp  |
| ----- | -------------------- | ----- |
| 1     | Jakob Ingebrigtsen   | 18:39 |
| 2     | Ramazan Barbaros     | 18:41 |
| 3     | Louis Gilavert       | 18:45 |
| 4     | Yani Khelaf          | 18:47 |
| 5     | Miguel González      | 18:48 |
| 6     | Adrian Garcea        | 18:48 |
| 7     | Annasse Mahboub      | 18:49 |
| 8     | Ignacio Fontes       | 18:50 |
| 9     | Mario García         | 18:50 |
| 10    | Markus Görger        | 18:50 |
| [...] |                      |       |
| 12    | Dorin Rusu           | 18:52 |
| 70    | Peter Herman         | 20:06 |
| 76    | Rareș Mikloș         | 20:15 |
| 90    | Marian Dumitrescu    | 20:33 |
| 107   | Alexandru Asmarandei | 22:29 |

| Loc   | Țară | Puncte                     |
| ----- | --- | -------------------------- |
|       | Spania Miguel González Annasse Mahboub Ignacio Fontes Mario García Tariku Novales Ouassim Oumaiz              | 20 5 7 8 (9) (13) (23)     |
|       | Franța Louis Gilavert Yani Khelaf Ilyes Boum Antoine Senard Pierre Proust                                     | 27 3 4 20 (33) (42) (65)   |
|       | Turcia Ramazan Barbaros Abdurrahman Gediklioglu Ömer Amaçtan Ramazan Baştuğ Sezgin Ataç                       | 49 2 21 26 (45) (98)       |
| 4     | Belgia · Tim van de Velde · Dries De Smet · John Heymans · Ziad Audah · Lucas da Silva                        | 51 11 16 24 (54) (73)      |
| 5     | Norvegia Jakob Ingebrigtsen Simen Halle Håkon Stavik Fredrik Sandvik                                          | 51 1 18 32 (74)            |
| 6     | Regatul Unit Matthew Willis Ben Dijkstra William Richardson Scott Beattie Jake Heyward Lachlan Wellington     | 56 14 17 25 (27) (30) (60) |
| [...] | |                            |
| 8     | România · Adrian Garcea · Dorin Rusu · Peter Herman · Rareș Mikloș · Marian Dumitrescu · Alexandru Asmarandei | 88 6 12 70 (76) (90) (107) |

### Junioare
| Loc   | Sportivă              | Timp  |
| ----- | --------------------- | ----- |
| 1     | Harriet Knowles-Jones | 13:48 |
| 2     | Lili Tóth             | 13:59 |
| 3     | Miriam Dattke         | 14:03 |
| 4     | Jasmijn Lau           | 14:05 |
| 5     | Nadia Battocletti     | 14:07 |
| 6     | Francesca Tommasi     | 14:07 |
| 7     | Mathilde Sénéchal     | 14:08 |
| 8     | Alberte Kjær Pedersen | 14:09 |
| 9     | Cari Hughes           | 14:15 |
| 10    | Sophie Murphy         | 14:15 |
| [...] |                       |       |
| 37    | Gabriela Doroftei     | 14:44 |
| 57    | Angela Olenici        | 15:06 |
| 59    | Diana Bogos           | 15:10 |
| 82    | Oana Ivăncescu        | 15:34 |
| 88    | Alina Butnariu        | 15:41 |
| 94    | Loredana Viziteu      | 16:01 |

| Loc   | Țară | Puncte                      |
| ----- | --- | --------------------------- |
|       | Regatul Unit Harriet Knowles-Jones Cari Hughes Khahisa Mhlanga Niamh Brown Phoebe Barker Victoria Weir          | 21 1 9 11 (12) (43) (52)    |
|       | Italia Nadia Battocletti Francesca Tommasi Elisa Cherubini Micol Majori Laura De Marco Ludovica Cavalli         | 33 5 6 22 (51) (53) (54)    |
|       | Spania Marta García Lucía Rodríguez Carla Gallardo Cristina Ruiz Andrea Romero Isabel Barreiro                  | 47 13 15 19 (20) (41) (80)  |
| 4     | Franța Mathilde Sénéchal Alexa Lemitre Julie Lejarraga Claire Carrere Alice Mitard Méline Rollin                | 60 7 23 30 (31) (33) (42)   |
| 5     | Țările de Jos Jasmijn Lau Roos Blokhuis Jasmijn Bakker                                                          | 60 4 16 40                  |
| 6     | Germania Miriam Dattke Lisa Tertsch Johanna Flacke Linn Kleine Josina Papenfuß                                  | 70 3 18 49 (74) (75)        |
| [...] | |                             |
| 14    | România · Gabriela Doroftei · Angela Olenici · Diana Bogos · Oana Ivăncescu · Alina Butnariu · Loredana Viziteu | 157 37 57 59 (82) (88) (94) |

## Clasament pe medalii
| Loc   | Țară         | Aur | Argint | Bronz | Total |
| ----- | ------------ | --- | ------ | ----- | ----- |
| 1     | Regatul Unit | 5   | 0      | 4     | 9     |
| 2     | Turcia       | 3   | 1      | 3     | 7     |
| 3     | Franța       | 2   | 2      | 1     | 5     |
| 4     | Spania       | 1   | 2      | 2     | 5     |
| 5     | Germania     | 1   | 2      | 1     | 4     |
| 6     | Norvegia     | 1   | 0      | 1     | 2     |
| 7     | Italia       | 0   | 1      | 1     | 2     |
| 8     | Belgia       | 0   | 1      | 0     | 1     |
| 8     | Cehia        | 0   | 1      | 0     | 1     |
| 8     | România      | 0   | 1      | 0     | 1     |
| 8     | Suedia       | 0   | 1      | 0     | 1     |
| 8     | Ungaria      | 0   | 1      | 0     | 1     |
| Total | Total        | 13  | 13     | 13    | 39    |